# Owczarek (obraz Józefa Chełmońskiego)
Owczarek (Owczarek. Grajek wiejski, Pastuszek) – obraz z 1897 roku autorstwa Józefa Chełmońskiego namalowany techniką olejną na płótnie, wystawiony w Muzeum Narodowym w Krakowie, w krakowskich Sukiennicach.

## Historia
Dzieło powstało w 1897 roku w Kuklówce (zob. dworek Józefa Chełmońskiego). Zostało podarowane krakowskiemu muzeum przez Teodora i Zeneidę Duninów w 1909 roku.
Obraz jest eksponowany w Galerii Sztuki Polskiej XIX wieku w krakowskich Sukiennicach.
Dzieło zainspirowało Jarosława Marka Rymkiewicza do napisania wiersza Pastuszek Chełmońskiego, który wydano w tomie o tym samym tytule w 2013 roku. 

## Charakterystyka
Obraz został wykonany w technice olejnej na płótnie, ma wymiary 96 na 125 cm, jest sygnowany. Artysta zastosował podobny układ kompozycyjny, co na obrazie Matula są! z 1871 roku. Scena ma charakter sentymentalny, podobnie jak obraz Jesień z tego samego roku. Obraz przedstawia chłopca stojącego boso, ubranego w skromną kapotę, który gra na skrzypcach. Obok chłopca znajduje się pies oraz stado owiec. W oddali widać linię lasu. Jasna tonacja kolorystyczna dzieła oddaje atmosferę lata. Zdaniem Aleksandry Krypczyk obraz wywołuje skojarzenia z nowelą Janko Muzykant Henryka Sienkiewicza.